# 木下次郎
木下 次郎（きのした じろう）は、漫画『ドカベン』に登場する架空の人物。アニメ版の声優は加藤春哉。
あだ名は「わびすけ」。

## 人物
- 群馬県・赤城山高校の遊撃手兼投手。両投右打。投球モーションに入ってもまだどちらの腕で投げるか分からないという変則投球フォームを駆使する。
  - ただし、投球前にどちらの腕で投げるかを明確にしなければならない・打者1人を終えるまで左右を変えることができないといったルールが、アメリカでは2008年に、日本では2010年に野球規則に追加されたため、以降は反則投法となる[1]。
- 木下の投球フォームは、まず背中の後ろで両手を組み、ボールを離す直前に頭の後ろでワインドアップの形になるが、後ろで手を組んだままで、それを頭の高さまで上げるのは不可能。実際は、一瞬両手を離し、身体の前で再び合わせて振りかぶっていることが山田との対戦で明らかになっている。振りかぶらずに背中の後ろからそのまま投げるクイックモーションも使う。
- 山田・岩鬼・殿馬らと同じ鷹丘中学卒。中学時代は柔道部の主将。気の優しさから冴えない印象（その地味なところから「わびすけ」のあだ名がついた）を与えるものの、かなりの実力者（黒帯）だった。山田や岩鬼、影丸、賀間とともに日本代表チームに参加して、アメリカ選抜と対戦した。
- 元々右利きだったが、左利きの兄が使っていたグラブをはめているうちにボールは左手で投げるようになったため、山田との対戦に備えて猛特訓を重ねて両投げができるようになった。アニメでは、左遷されて自棄になった父を力づける為に両投げをマスターしたものとなっている。

## 経歴
- 1年秋の関東大会決勝で明訓と対戦し、山田の打席のみエース国定に代わってワンポイントリリーフする作戦を展開。両投げを生かして山田を翻弄し、3打席無安打に抑える。9回表2死1、2塁の場面では、国定が前の山岡を敬遠して山田勝負に出るも、逆転打となるセーフティーバントを許し、惜敗。
- 2年春の甲子園では、国定に代わるエースとして奮闘するが、準決勝で土佐丸高校に敗退。同年の夏の甲子園にも出場し、ここではそれまでの遊撃手の6からエースナンバーの1に背番号を変更した。
- 同年秋の大会以降については不明。
- 2004年、国定と共に東京スーパースターズにテスト入団。入団時は抑え中心ながら、シーズン中に先発に転向。現在もローテーション。
- ドリームトーナメント編における回想では、中学時代に柔道も一通り行ったので人数不足の野球部に転部しようと考えたという設定に改変されており、中学時代から野球を行っていた設定に変わったと示唆されるものになっている。

## 背番号
- 20（2004年 - ）